# Bobby Cole
Bobby Cole (Springs, 11 mei 1948) is een professioneel golfer uit Zuid-Afrika.
Cole was in 1960 met onder anderen Hugh Baiocchi aangesloten bij de Stichting Zuid-Afrikaanse Golf (The South African Golf Foundation), die de nationale jeugdtraining verzorgde.
Als achttienjarige amateur won Cole het Brits Amateur op Carnoustie, waar hij het baanrecord verbeterde met een ronde van 66 en dat record tijdens de volgende ronde bevestigde. Hij was de jongste winnaar ooit, totdat Matteo Manassero in 2009 op zestienjarige leeftijd het Brits Amateur won. 
Cole is 'lid voor het leven' van de Amerikaanse PGA Tour omdat hij meer dan 150 keer de cut op de Tour haalde. Zijn beste eindpositie tijdens de Majors was een derde plaats bij het Brits Open in 1975, waar hij één slag achter Jack Newton en Tom Watson eindigde. Watson won de play-off.
Cole woont in Florida. Hij was tweemaal getrouwd met Laura Baugh, eerst van 1980 tot 1985, later van 1988 tot 1998. Ze hebben drie zonen en vier dochters. Hun zoon Eric is amateurgolfer. Cole geeft clinics en speelt op de Champions Tour.

## Gewonnen
- 1966: Brits Amateur
- 1969: Natal Open
- 1972: Natal Open, Transvaal Open, Rhodesian Masters
- 1973: Natal Open
- 1974: Zuid-Afrikaans Open
- 1977: Buick Open, Seattle Everett Open (beiden USPGA)
- 1980: Zuid-Afrikaans Open
- 1986: Zuid-Afrikaans PGA Kampioenschap

## Teams
- World Cup: 1974 (winnaar met Dale Hayes, winnaar individueel)